# ジェンセン・モーターズ
ジェンセン・モーターズ（Jensen Motors ）とは、イギリスのバーミンガムに存在していたスポーツカー・高級GT・商用車のメーカーである。

## 設立

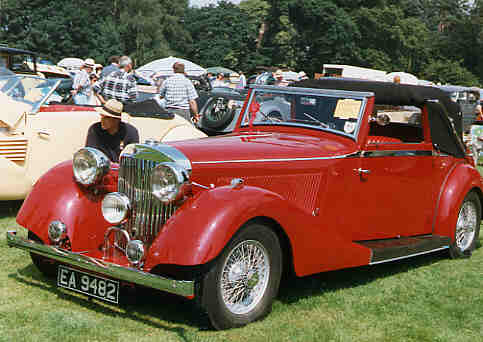
3.5リットル

ジェンセンは1934年にリチャード・ジェンセン（Richard Jensen ）とアラン・ジェンセン（Alan Jensen ）によって、小さなコーチビルダーとして設立された。彼らは働いていたボディー製造会社をオーナーの死後に引継ぎ、ジェンセン・モーターズに名称を変更した。彼らはモーリス・スタンダードなど当時のメーカーが製造していた大衆車向けの、高級感あるカスタマイズのボディを製造していた。
1934年に彼らはアメリカの映画俳優クラーク・ゲーブルから、フォード・V8のシャシーをベースにした自動車をデザイン・製作する発注を受けた。そしてこの依頼の成果により、ジェンセンは多くの賞賛の声とジェンセンの事業への関心が増えることとなった。
そして同年彼らは「ホワイト・レディー」という、ジェンセンの生産車第1号となる自動車の開発も始まった。この自動車は「Sタイプ」という自動車へと改良され、1935年から販売された。

## 商用車
1930年代後半、ジェンセンは「JNSN」という商用車ブランドを展開し、軽量トラックや「ジェン・タグ」というトレーラートラックなどを製造した。
第二次世界大戦中、ジェンセンは戦争協力に重点を置き、戦車を含む軍用車両のコンポーネントの製造や、救急車や消防車などを製造していた。
戦後はジェン・タグの製造が盛んに行なわれた他、JNSNはバスなどの特殊車両に使用される自動車のシャシーや軽量ディーゼルトラックなどを製造していた。
1950年代にはBMCからオースチン・ジブシーやオースチン・A40スポーツなどのボディ製造を依頼された。

## スポーツカー

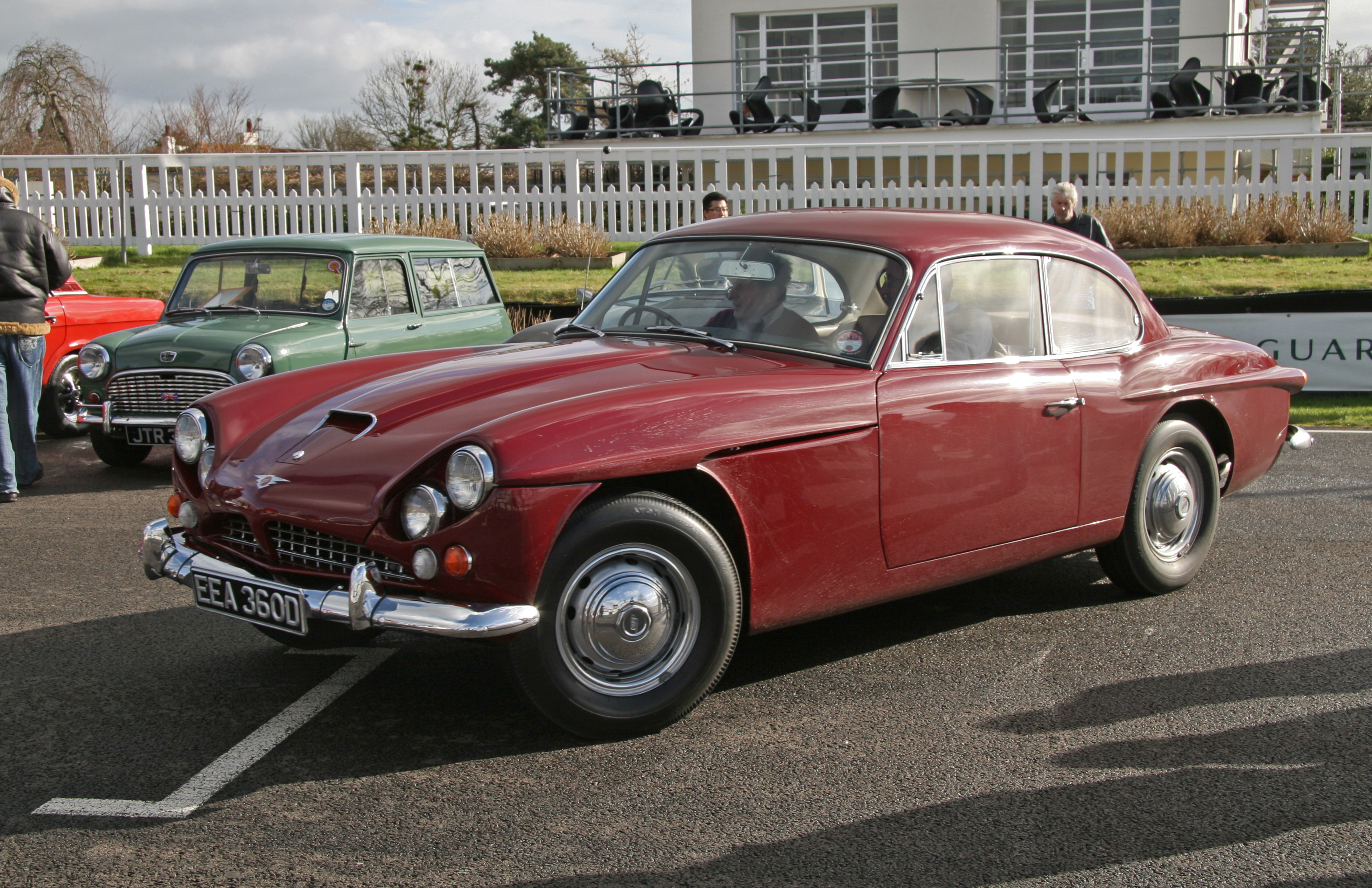
CV8

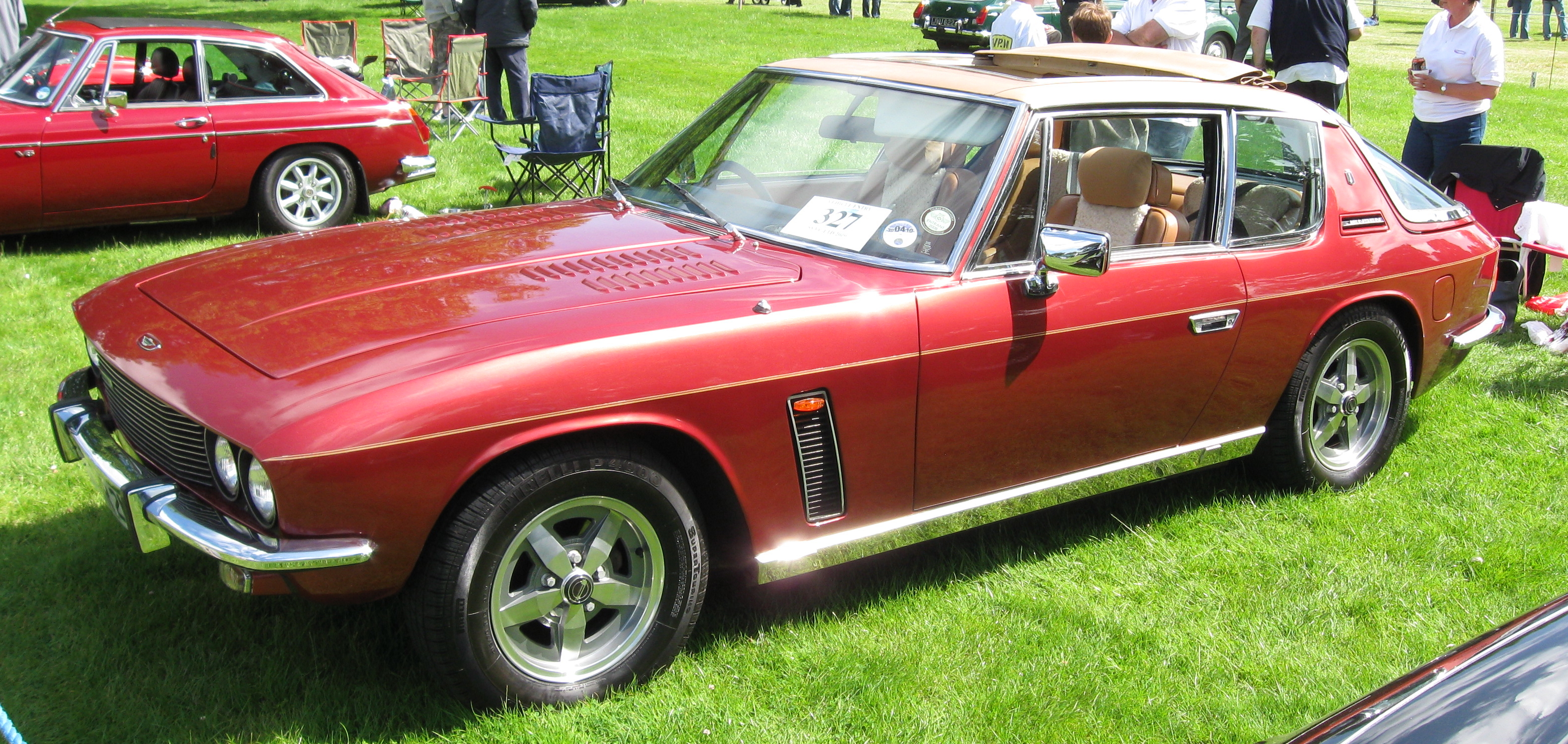
インターセプター（1971年 Mk III）

乗用車の製造は戦時中あまり行なわれなかったが、1946年に「PW」というセダンが製造された。しかし原材料不足が原因であまり多くは生産されなかった。また同年、デザイナーのエリック・ニール（en:Eric Neale）がウーズレーからジェンセンに加わり、彼のジェンセンにおける最初の作品が、1950年に発表されたモダンなデザインのクーペ「インターセプター」であった。
1955年、ジェンセンはさらにニールのデザインしたクーペ「541」の生産を開始。ニールは当時では画期的だったファイバーグラスFRPを541のボディに使用した。さらに541の生産は1962年に「CV8」に切り替えられた。今までのジェンセン製のクーペがオースチン製の直列6気筒エンジンを搭載していたのに対し、CV8はアメリカのクライスラー製V8エンジンを搭載していた。軽量なエンジンと高出力エンジンの組み合わせで、ジェンセンの4シータークーペは世界でも有数の速さを備えていた。
さらにジェンセンは2代目インターセプターを1966年に製造を開始。これはイタリアのコーチビルダー「カロッツェリア・トゥーリング」がボディーデザインを担当し、ボディ製作は当初は同じくイタリアのコーチビルダー「ヴィニャーレ（en:Vignale）」が担当していたが、のちにジェンセンが担当した。初期のインターセプターにはクライスラー製の6.3Lエンジンが使用されていたが、のちに同社製の7.2Lエンジンに変更された。
それに関連して同年にはサルーン「FF」の発売が開始された。これはファーガソン研究所（en:Ferguson Research Ltd.）の開発したフルタイム4WDの技術が採用され、さらにダンロップ製のABSが装備された（これによりFFは世界最初のABS装備市販車の1つとなった）。FFは1971年まで生産された。

## その他の製造
ジェンセンはオースティン車をベースにしたスポーツカーの生産を計画していたが、BMCにより1952年に却下された。しかし交渉の末オースチン・ヒーレー 100のボディ生産を1952年から1966年まで担当することになった。
さらにその後ボルボと、ボルボ・P1800のボディ製造の契約を結ぶことに成功し、別の企業で製作されたボディパネルをジェンセンが受け取り、完成させる事になった。
他にもジェンセンは1960年代前半にイギリスのサンビームが製造していたスポーツカー「サンビーム・タイガー」の開発にも関与していた。

## 終焉とオーナーの変遷
ジェンセンは1959年に「Norcros Group」の傘下に置かれ、1966年にはアランとリチャードが意見の相違によりジェンセンを去った。1970年には自動車販売業者ジェル・クヴェールがジェンセンの筆頭株主となり、ドナルド・ヒーリーが会長に迎えられた。
しかしジェンセンは、1973年の第一次石油危機で大型モデルの売れ行きが悪化した。そして1975年夏に経営危機に陥り、事実上の倒産に追い込まれたが、まだ発注を抱えていたため管財人の元でしばらく操業を続けたのち、1976年5月についに廃業した。
ジェンセン廃業後は「ジェンセン・スペシャルプロダクツ」（JSP）と「ジェンセン・パーツ&サービスLtd」（JP&S）が創設され、旧ジェンセンの事業を引き継いだ。JSPは旧ジェンセン開発部を引き継ぎエンジニアリングとデザインに特化した会社となった。JP&Sは旧ジェンセン車オーナー用にパーツを製造し提供する会社として設立された。
その後1982年に2社は持株会社「ブリットカー・ホールディングス」に買収され、ブランド名使用権を所持していたJP&SがIan Orford氏に売り渡された。そして1988年、生産終了したインターセプターを「マークIV」として再生産した。
JP&Sはその後「ジェンセン・カーズLtd」と名称を変え、「ユニコーン・ホールディングス」に買収されるまで11車種が生産された。そこではインターセプター・マークVの開発が提案されたが却下され、かわりにマークIVが少数だけ生産された。

## 復活

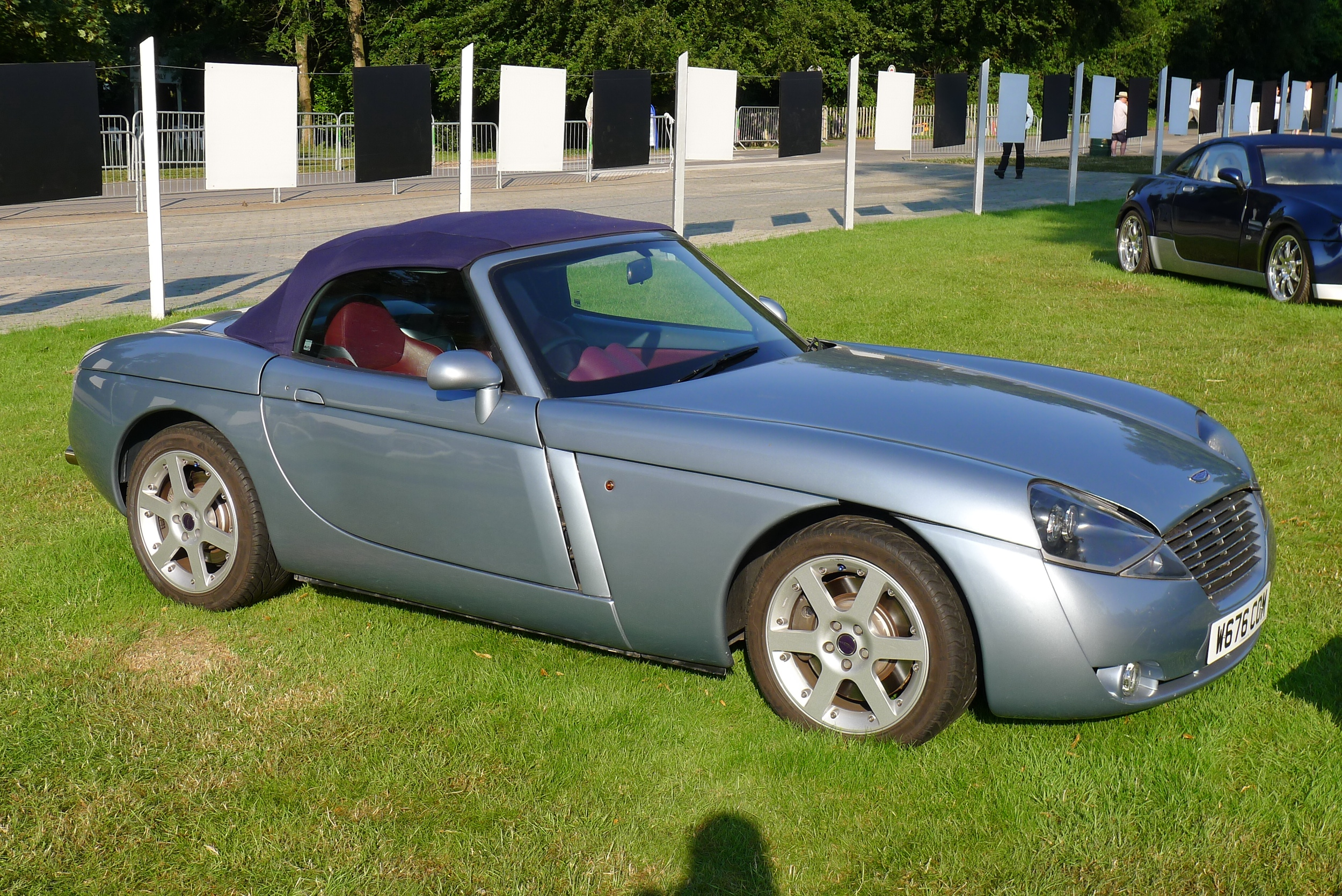
S-V8

1998年、ジェンセンの名を冠したスポーツカー「S-V8」が英国国際モーターショーに出展された。そこではS-V8を限定300台で発売することを発表した。しかし度重なるトラブルで20台のS-V8が工場に残されたまま製造が中止され、うち18台は作りかけのものだった。
その後ジェンセンの期間限定の名称使用権と作りかけのS-V8が別の企業に売却され、うち12台のS-V8を完成させて販売することが決定した。最終的に12台のS-V8は2000年秋に£38,500で販売された。
また、2007年に自動車ディーラーの「Cropredy Bridge」という企業が、インターセプターを現代風にリメイクした「インターセプターS」を限定50台で販売し、さらに2009年にはCropredy Bridgeを前身とする「V Eight」という企業が、インターセプターをさらにリメイクした「インターセプターSX」を発表した。

## モデル

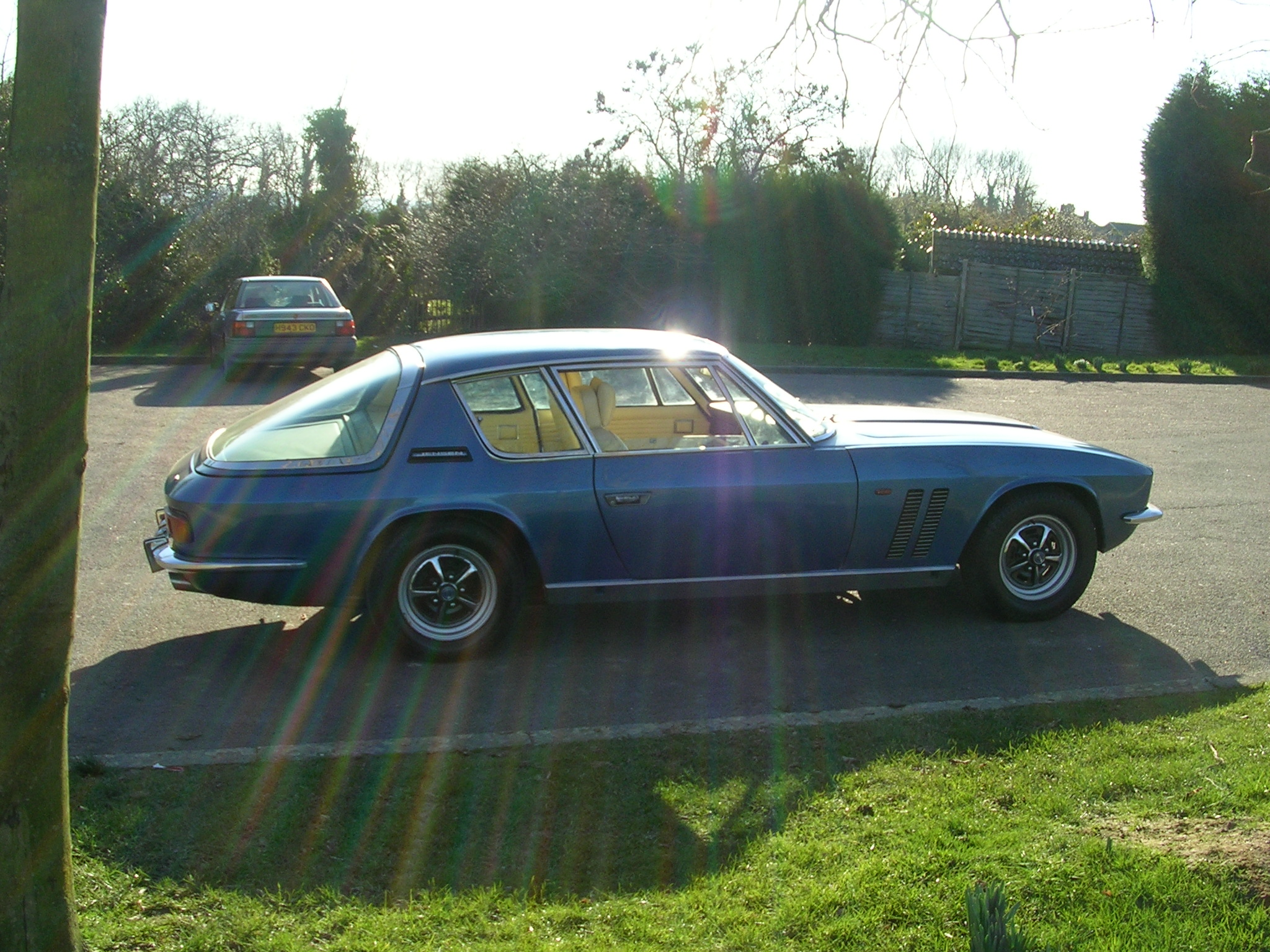
FF

- Sタイプ
- Hタイプ
- PW
- インターセプター（1950年モデル）
- 541
- 541R
- 541S
- CV8
- インターセプター（1966年モデル）
- FF
- ヒーレー
- GT
- S-V8
- インターセプターS